# Guillermo Douglas
Guillermo Rafael Douglas Sabattini (ur. 24 października 1909 w Paysandú, zm.  w 1967) – urugwajski wioślarz, brązowy medalista olimpijski.
Wystąpił na igrzyskach olimpijskich w Los Angeles w 1932, gdzie wywalczył brązowy medal w jedynkach. W wyścigu finałowym wyprzedzili go jedynie Australijczyk Henry Pearce i William Miller z USA. Był to jego jedyny start olimpijski.
Douglas był pierwszym w historii Urugwaju indywidualnym medalistą olimpijskim.